# 安井優子
安井 優子（やすいゆうこ、1981年2月24日 - ）は、日本のラジオパーソナリティ、歌手、ボイストレーナー。岡山県岡山市出身。岡山県を拠点にしている。

## 経歴・人物
- 1996年に岡山大学教育学部付属中学校、1999年に岡山県立岡山朝日高等学校、2004年に玉川大学芸術学部表現教育学科を卒業。
- 高校のダンス部の後輩にRSK山陽放送アナウンサーの廣瀬麗奈がいる。
- RSKアナウンス塾で学び、2005年よりRSKへの出演をしている。またライブハウス等でのライブ、ヤマハ大人の音楽レッスンやオフィス星野トーオンアクターズ岡山教室でのボイストレーナーも務める[2]。
- 毎年4月上旬に岡山表町商店街で行われる『オランダおイネ花まつり』ではテーマ曲を生歌披露をする。

## 出演番組
特記以外は全てRSK山陽放送。

### 現在
ラジオ
- あもーれ!マッタリーノ（金曜 2016年9月-）
- OKAYAMA SOUND MAGAZINE

### 過去
テレビ
- ユタンポ

ラジオ
- 日産ウィークエンドジョッキー
- にっちも、さっちも、ラジオヤジ(火・水曜 2006年4月-2009年3月)
- RSKラジオニュース
- ごごラジViViッと!（月・金曜 2009年4月-2015年3月）
- 昼からど〜だい!（金曜 2015年4月-2016年8月）
- ラジまる中継
- 爆笑問題カーボーイ（相田翔吾とゲスト出演 2019年8月14日）[3]